# Sanciau
Le sanciau en Berry et en Bourbonnais est une sorte de crêpe épaisse. Les sanciaux sont aussi nommés « chanciaux » en Berry ; on les trouve également en Nivernais sous le nom de « sauciaux » ou de « grapiaux ».
En Berry, on désignait aussi sous le nom de « sanciau » un beignet fait de farine, de miel et d'huile ; on le consommait à la fête des Brandons. Parfois le sanciau est présenté comme une omelette grossière mélangée de mie de pain.
En Bourbonnais, le sanciau, plat d'hiver, est préparé à partir d'un généreux roussi d'oignons, sur lesquels on verse la pâte à crêpe de façon homogène, ce qui lui confère ce goût si particulier d'oignon sucré. Il faut un bon coup de poignet pour faire sauter le sanciau dans la poêle. En se régalant, les convives le qualifient de « bourratif », ce qui est assez parlant.
Aujourd'hui, c'est généralement une grosse crêpe, souvent couverte de pommes.
Le nom de Sanciau a été donné à l'association des Bourbonnais de Paris, fondée par le colonel Aimé Laussedat en 1892. Cette association organisait deux banquets amicaux chaque année. Jusqu'en 1924, elle ne fut pas ouverte aux femmes. Parmi les successeurs de Laussedat à la présidence, on trouve le professeur André Victor Cornil, les ministres Marcel Régnier et Lucien Lamoureux.